# Melissa Corfe
Melissa Jane Corfe, née le 20 janvier 1986 à Durban, est une nageuse sud-africaine.

## Carrière
Aux Jeux africains de 2007 à Alger, Roxanne Tammadge est médaillée d'or sur 100, 200 et 400 mètres nage libre, sur 4 × 200 mètres nage libre et sur 4 × 100 mètres quatre nages, ainsi que médaillée d'argent sur 100 et 200 mètres dos. Elle participe ensuite aux Jeux olympiques de 2008 à Pékin sans atteindre de finale avant d'être médaillée d'or du 100 mètres nage libre aux Championnats d'Afrique de natation 2008 à Johannesbourg.